# Vanda insignis
Vanda insignis Blume, 1849 è una pianta della famiglia delle Orchidacee endemica delle Piccole Isole della Sonda.

## Descrizione
È un'orchidea di medie dimensioni che cresce epifita. Presenta un fusto suberetto, a crescita monopodiale che porta foglie lineari-ligulate ricurve. La fioritura avviene in  estate su un'infiorescenza ascellare pendula, lunga fino a 18 cm, a volte ramificata, portante pochi fiori, mediamente otto. I fiori sono piuttosto vistosi, grandi da 6 a 7 cm, profumati, con petali e sepali giallo-verdi, fittamente maculati di rosso scuro e con labello bilobato bianco variegato di rosa.

## Distribuzione e habitat
La specie è un endemismo delle Piccole Isole della Sonda.
Cresce epifita, in ambiente caldo.

## Coltivazione
Questa pianta richiede esposizione alla luce, anche se non ai raggi diretti del sole e gradisce temperature calde, almeno nella fase della fioritura, quando richiede anche frequenti irrigazioni. Nel periodo di riposo occorre ridurre acqua e temperatura.